# پگی مک‌لین
پگی مک‌لین (انگلیسی: Peggy McLean؛ زادهٔ ) یک بازیکن تنیس روی میز اهل ایالات متحده آمریکا است. 
وی در مسابقات کشوری و بین‌المللی در مجموع برنده ۱ مدال طلا، ۱ مدال برنز شده‌است.